# 羊之木
《羊之木》（日语：羊の木）是由山上龍彥原作、五十嵐三喜夫作畫的日本漫畫作品。2014年於第18回文化廳多媒體藝術祭漫畫部門上獲得優秀獎。
於2018年改編為實寫電影。

## 劇情簡介
魚深市配合日本中央政府新政策，協助解決監獄假釋犯過盛問題，同時改善地方人口流失，讓假釋犯在地方工作生活10年作為假釋交換條件。由市公所的月末一負責接待被秘密安排的六名假釋犯，因六名嫌犯過去分別因不同理由殺人入獄，而唯一知道這些人過去的只有月末一及市公所的所長，而從這些新住民入住後村子開始籠罩著不平凡的氛圍，此時海邊出現了一名死者，而在這純樸的村子裡已經多年沒有出現兇殺案，讓月末一心裏對於這些假釋犯起了懷疑；因魚深市傳統祭典，六名假釋犯有了交集，而引發的一連串故事。

## 出版書籍
| 冊數 | 講談社         | 講談社                 |
| 冊數 | 發售日期       | ISBN                   |
| ---- | -------------- | ---------------------- |
| 1    | 2011年11月22日 | ISBN 978-4-06-352383-6 |
| 2    | 2012年6月22日  | ISBN 978-4-06-352420-8 |
| 3    | 2013年1月23日  | ISBN 978-4-06-352445-1 |
| 4    | 2013年10月23日 | ISBN 978-4-06-352479-6 |
| 5    | 2014年5月23日  | ISBN 978-4-06-354515-9 |

## 改編電影
2018年上映的日本電影，改編自同名漫畫，由日本奧斯卡金獎導演吉田大八執導，本片榮獲本屆釜山國際影展評審團大獎。

## 製作
吉田大八的第七部作品《羊之木》，為山上龍彥與五十嵐喜夫聯袂創作。看完原著後，吉田大八便被書中獨特的世界觀所吸引，於是決定將它改編成電影。不同於以往的風格，《羊之木》是他的首部懸疑作品，也是他所有改編作品中構思最久的一部，整整耗費了兩年的時間。

## 登場人物
- 錦戶亮 飾 月末一
- 木村文乃 飾 石田文
- 北村一輝 飾 杉山勝志
- 優香 飾 太田理江子
- 市川實日子 飾 栗本清美
- 松田龍平 飾 宮腰一郎
- 水澤紳吾（日语：水澤紳吾） 飾 福元宏喜
- 田中泯（日语：田中泯） 飾 大野克美
- 中村有志（日语：中村有志） 飾 雨森辰夫

## 外部連結
漫畫
- 講談社漫畫《羊之木》出版資訊網頁 （页面存档备份，存于）

電影
- 羊之木電影官方網站 （页面存档备份，存于）
- 台灣發行公司天馬行空官網 （页面存档备份，存于）（繁體中文）
- 互联网电影数据库（IMDb）上《羊之木》的资料（英文）
- 豆瓣电影上《羊之木》的資料 （简体中文）
- 開眼電影網上《羊之木 The Scythian Lamb》的資料（繁體中文）